# Шоли, Аннабель
Аннабель Шоли (англ. Annabel Scholey, род. 10 января 1984 г., Уэйкфилд, Уэст-Йоркшир, Великобритания) — британская актриса театра, кино и телевидения.

## Карьера
Аннабель Шоли родилась в Уэйкфилде, Великобритания, в 1984 году в семье медсестры и пожарного. В детстве она брала уроки балета и какое-то время думала о карьере в этой области. В подростковом возрасте она увидела постановку «Венецианского купца» Королевской шекспировской труппы и решила стать актрисой. В 2005 году она окончила Оксфордскую школу актёрского мастерства.
Начиная с этого времени Шоли много играла на театральной сцене и на телевидении. В 2006 году она сыграла Диану Риверс в телевизионной экранизации романа «Джейн Эйр». В 2009 году играла второстепенную роль в сериале «Быть человеком», а также главную роль в сериале «Личные помощники». В 2014 году исполнила одну из главных ролей в музыкальном фильме «Прогулка по солнечному свету». В 2016 году сыграла супругу главы дома Медичи Контессину в сериале «Медичи», где её партнёрами были Ричард Мэдден и Дастин Хоффман. В 2018 году повторила свою роль во втором сезоне проекта. С 2017 года исполняет роль Амины в сериале «Британия», с 2018 года — роль Нины Дефо в сериале «Развод». В 2021 году появилась в трех эпизодах 13 сезона телепроекта «Доктор Кто».